# Gonatopus petiolulatus
Gonatopus petiolulatus är en kallaväxtart som först beskrevs av Albert Peter, och fick sitt nu gällande namn av Josef Bogner. Gonatopus petiolulatus ingår i släktet Gonatopus och familjen kallaväxter. IUCN kategoriserar arten globalt som sårbar. Inga underarter finns listade.